# Патнем, Герберт
Ге́рберт Па́тнем (англ. Herbert Putnam, 20 сентября 1861, Нью-Йорк — 14 августа 1955, Массачусетс) — американский адвокат, издатель и библиотекарь. Был девятым директором Библиотеки Конгресса с 1899 по 1939 год.

## Биография
Герберт Патнем родился в Нью-Йорке, где его отец Джордж Палмер Патнем был известным издателем. Он окончил Гарвардский университет в 1883 году, учился на юридическом факультете Колумбийского университета и был допущен к адвокатской практике в 1886 году.
Патнем был библиотекарем в Публичной библиотеке Миннеаполиса с 1884 года по 1891 год. Занимался правом в Бостоне 1892—1895 гг., с 1895 года по 1895 год был библиотекарем в Публичной библиотеке Бостона, где многое сделал для улучшения коллекции фотографий.
Патнем был избран президентом Американской библиотечной ассоциации в 1898 году и вновь в 1904 году. В 1899 году был назначен директором Библиотеки Конгресса президентом Уильямом Мак-Кинли. Он был первым опытным библиотекарем, который занял эту должность. В 1939 году он ушёл в отставку со званием почётного библиотекаря, его сменил поэт Арчибальд Маклейш. В ранний период его правления Патнем представил новую систему классификации книг, которой продолжают пользоваться и по сей день. Он также создал систему межбиблиотечного займа, а также расширил роль библиотеки конгресса в отношениях с другими библиотеками, путём предоставления централизованных услуг.
Патнем умер в городе Вудс-Хол в возрасте 93 года.